# Макаревич, Николай Николаевич
Николай Николаевич Макаревич (укр. Микола Миколайович Макаревич; 9 февраля 1988, Зубра — 4 марта 2023, Бахмут) — украинский военнослужащий, лейтенант, участник российско-украинской войны. Герой Украины (8 июля 2023, посмертно).

## Биография
До начала полномасштабного вторжения России в Украину Николай работал торговым представителем. В марте 2022 года он добровольно вступил в ряды 125-й отдельной бригады территориальной обороны ВСУ. С июня 2022 года выполнял боевые задачи в районах активных боевых действий, а в январе 2023 года участвовал в боях за Бахмут.
4 марта 2023 года лейтенант Макаревич погиб в бою за Бахмут. 7 марта его похоронили в родном селе Зубра. У него остались родители, жена и четырёхлетний сын.

## Награды
- Звание «Герой Украины» с удостоением ордена «Золотая Звезда» (8 июля 2023, посмертно) — за личное мужество и героизм, проявленные в защите государственного суверенитета и территориальной целостности Украины, верность военной присяге[1].